# Elisabeth Tichy-Fisslberger

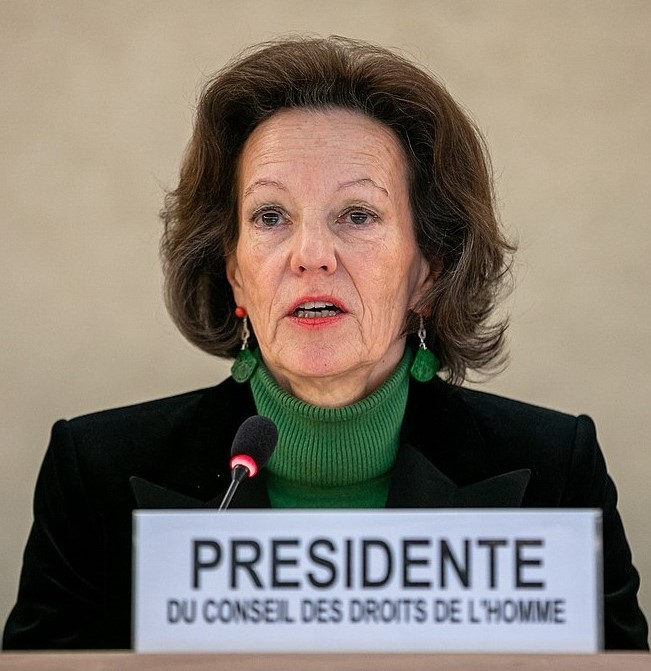
Elisabeth Tichy-Fisslberger (2020)

Elisabeth Tichy-Fisslberger (* 1957 als Elisabeth Fisslberger in Wien) ist eine österreichische Juristin und Diplomatin. Sie ist seit Dezember 2017 Ständige Vertreterin ihres Landes beim Büro der Vereinten Nationen in Genf und war für das Jahr 2020 Präsidentin des UN-Menschenrechtsrates. Seit 2022 ist sie Richterin am Gericht der Europäischen Union (EuG).

## Ausbildung
Elisabeth Tichy-Fisslberger studierte nach Abschluss der AHS von 1976 bis 1980 an der Universität Wien Jus und absolvierte parallel ein Dolmetscher- und Übersetzerstudium für Französisch und Spanisch. 1981 studierte sie mit einem Stipendium an der belgischen Universität Louvain-la-Neuve Internationales Recht. Sie ist Dr.iur. und Mag.phil.

## Karriere
Von 1982 bis 1988 arbeitete sie bei der Europäischen Kommission (EK) in Brüssel, wo sie als Simultandolmetscherin tätig war. 1988 wechselte sie ins Österreichische Außenministerium (heute: BMeiA) und zwar zunächst in die wirtschafts- und europapolitische Sektion. 1990 arbeitete sie in der österreichischen Botschaft in Dublin, 1992 in der österreichischen Botschaft in London, von 1993 bis 2000 in der österreichischen Vertretung bei der EU in Brüssel, wo sie 1993/94 bei den österreichischen EU-Beitrittsverhandlungen und 1998 beim ersten österreichischen EU-Ratsvorsitz wichtige Funktionen einnahm.
2000 übernahm sie die Leitung der Abteilung für EU-Grundsatzfragen und institutionelle Fragen im österreichischen Außenministerium, wurde 2003 stellvertretende Leiterin der Sektion III (Wirtschafts- und Europapolitik) und 2007 Leiterin der Sektion IV (Rechts- und Konsularangelegenheiten). Seit 2009 war sie zusätzlich Österreichische Koordinatorin zur Bekämpfung des Menschenhandels.
Im Dezember 2017 wurde Tichy-Fisslberger ständige Vertreterin Österreichs beim Büro der Vereinten Nationen in Genf.
Am 6. Dezember 2019 wählte der UNO-Menschenrechtsrat Tichy-Fisslberger zu seiner Präsidentin für das Jahr 2020. Außenminister Alexander Schallenberg sah darin eine Anerkennung für die internationalen Anstrengungen Österreich im Menschenrechtsbereich.
Im Juli 2022 wurde sie für eine sechsjährige Amtsperiode zur Richterin am Gericht der Europäischen Union (EuG) in Luxemburg ernannt.

## Andere Tätigkeitsfelder
Seit 2003 ist Tichy-Fisslberger Vortragende an der Diplomatischen Akademie Wien und von 2005 bis 2017 unterrichtete sie auch an der Universität Wien.
Sie ist Mitglied im Netzwerk International Gender Champions, das sich für eine Geschlechtergerechtigkeit auch in internationalen Organisationen einsetzt.

## Privates
Sie ist mit dem österreichischen Diplomaten Helmut Tichy verheiratet und hat eine Tochter.

## Veröffentlichungen
- Die österreichische EU-Ratspräsidentschaft im Überblick in Österreichische Zeitschrift für Politikwissenschaft  36 (2007) 2 ; S. 167–184, Mannheim[7]